# Élection présidentielle comorienne de 2024
L'élection présidentielle comorienne de 2024 se déroule le 14 janvier 2024 afin d'élire le président de l'union des Comores.
Le président sortant Azali Assoumani est candidat à un troisième mandat consécutif, après avoir fait modifier la constitution par référendum en 2018. L'élection fait l'objet d'appels au boycott de la part de l'opposition, qui accuse le gouvernement de répression de ses candidats et de fraude électorale lors des précédents scrutins nationaux.
Assoumani l'emporte sans surprise dès le premier tour avec près de 63 % des voix, tandis que le taux d'abstention atteint un record avec 83 % des inscrits selon les résultats provisoires. Comme en 2019, le scrutin est accusé de fraude, et suivi de plusieurs jours d'émeutes qui contraignent le gouvernement à imposer un couvre-feu. 
La Cour suprême rectifie largement les résultats le 24 janvier et donne vainqueur Assoumani avec 57 % des voix ainsi qu'un taux d'abstention révisé à 43 %, soit une participation de 57 % finalement supérieure à celle du scrutin précédent.

## Contexte

### Nouvelle constitution et réélection d'Azali Assoumani

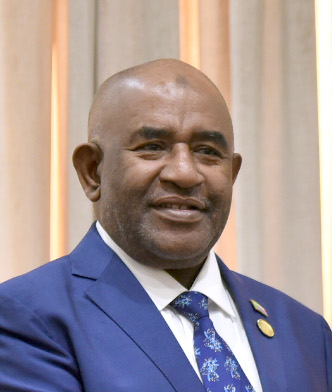
Azali Assoumani

Élu à la présidence au second tour de l'élection présidentielle d'avril 2016 après un premier mandat de 2002 à 2006, Azali Assoumani fait modifier la constitution par référendum en juillet 2018 afin de supprimer la limite de mandat consécutif ainsi que le système de rotation des candidats dès le premier tour à chaque scrutin entre ceux des trois principales îles de l'archipel : Anjouan, Grande Comore et Mohéli. Cette modification lui permet de participer à l'élection présidentielle de mars 2019, qu'il convoque de manière anticipée avant de céder la place à un Président intérimaire, Moustadroine Abdou, pour la durée de la campagne électorale, comme l'exigent les dispositions transitoires de la Constitution.
Les principaux adversaires d'Assoumani voient leur candidatures rejetées par la Cour suprême  sous des prétextes divers, dont notamment l'ancien vice-président Mohamed Ali Soilihi, chef de l'Union de l'opposition, ainsi qu'Ibrahim Mohamed Soulé, candidat du parti Juwa. La totalité des candidats soutenus par des partis sont exclus, hormis Assoumani, qui n'affronte ainsi que des candidats indépendants considérés comme mineurs. L'indépendance de la cour, dont l’intégralité des membres sont nommés par le président Assoumani, est remise en cause, Soilihi qualifiant l'élection ainsi restreinte de « hold-up électoral dont le résultat est connu d'avance ». Des dizaines de responsables et de partisans de l'opposition sont par ailleurs arrêtés au cours des mois précédant le scrutin. Le président sortant est réélu sans surprise avec 60,77 % des suffrages dès le premier tour, tandis que l'opposition dénonce une fraude généralisée. Les manifestations de l'opposition sont durement réprimées par les forces de l'ordre, qui font usage de bombes lacrymogènes, de balles à blanc, et même de balles réelles, faisant trois morts.
Plusieurs des candidats ayant rejeté les résultats sont arrêtés ou blessés par la police - dont Saïd Larifou, blessé au pied par balle ainsi que Mohamed Ali Soilihi, qui n'est relâché le 8 avril qu'après avoir renoncé à diriger un gouvernement parallèle et reconnu la réélection d'Assoumani,. Les journaux critiquant le gouvernement dont notamment La Gazette des Comores, Al-Fajr  et Masiwa Komor voient leurs tirages confisqués avant leur mise en vente, leurs journalistes arrêtés et leurs presses investies par la police,.
Boycottées par l'opposition, les élections législatives organisées l'année suivante voient le parti présidentiel Convention pour le renouveau des Comores (CRC) remporter la majorité absolue des sièges, en l'absence de véritables opposants,.

### Candidature d'Assoumani à sa réélection
Assoumani annonce le 6 novembre 2023 sa candidature à un quatrième mandat, soit le troisième consécutif, la mise en place d'une nouvelle loi fondamentale en 2018 ayant remis à zéro le compteur du nombre de mandats présidentiels. L'opposition est alors divisée sur la conduite à tenir, une partie de ses dirigeants dont plusieurs sont en exil choisissent en effet de réitérer les appels au boycott, tandis que plusieurs autres soumettent leur candidature à la présidentielle. Sur onze candidats potentiels, seuls six sont finalement validés par la Cour le 2 décembre, dont cependant plusieurs poids lourds de l'opposition tels que Mohamed Ali Soilihi, l'ancien président de l'assemblée nationale Bourhane Hamidou, et l'ancien ministre de l'intérieur d'Assoumani, Mohamed Daoudou,. 
Contrairement à 2019, le président sortant se voit autorisé pour la première fois de l'histoire du pays à faire campagne tout en se maintenant en poste. La Cour suprême décide le 6 décembre de l'exempter de cette obligation en invoquant ses responsabilité en tant que président de l'Union africaine. Inscrite dans la précédente constitution de 2001, cette obligation avait perdu son caractère constitutionnel en ne figurant plus dans celle de 2018, mais dans une simple loi organique,. Azali Assoumani limoge le lendemain la présidente de la section constitutionnelle et électorale de la Cour suprême, Harimia Ahmed, sans fournir de raisons. Ces décisions successives sont vivement critiquées par l'opposition, qui accuse le président de préparer un « scrutin taillé sur mesure » en procédant ainsi à la nomination de Rafiki Mohamed à la tête de la section de la Cour, tout en étant lui même candidat à sa réélection. Le gouvernement se défend en soulignant que le président de l'Union procède librement à la désignation et à la révocation des membres de la Cour suprême,.

## Système électoral

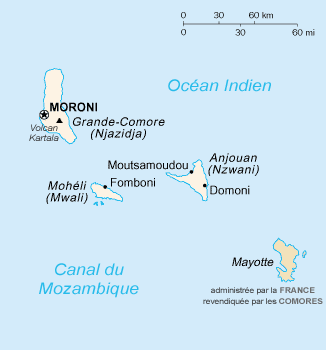
Archipel des Comores.

Le président de l'union des Comores est élu au scrutin uninominal majoritaire à deux tours pour un mandat de cinq ans renouvelable une seule fois de manière consécutive. Si aucun candidat ne l'emporte au premier tour, un second est organisé entre les deux candidats arrivés en tête. Celui réunissant le plus de suffrages est alors déclaré élu. 
Les candidats à la présidence doivent obligatoirement être comoriens de naissance, âgés d'au moins trente-cinq ans le jour de l'élection et avoir résidé sur le territoire national au cours des douze mois précédant le scrutin.
La présidence est tournante entre les trois principales îles de l'archipel : Anjouan, Grande Comore et Mohéli pendant deux mandats consécutifs. Au cours de ces deux scrutins, seuls s'affrontent les candidats originaires d'une d'entre elles. Sont considérés comme originaires d'une île les candidats dont le père ou la mère est né sur celle-ci, ou qui y ont résidé pendant les dix années précédant l'élection. Le choix de l'île d'origine d'un candidat pour un scrutin est définitif, celui ci ne pouvant plus à l'avenir se présenter comme candidat d'une autre à la présidence de l'Union ou à son gouvernorat.
Le président élu prête serment sur le Coran, en présence du mufti de la République. En cas de vacance ou d'empêchement définitif au cours des 900 premiers jours de son mandat, constaté par la Cour suprême saisi par le gouvernement, une nouvelle élection présidentielle est organisée dans un délai de soixante jours. L'intérim est alors assuré par le ministre situé en première position dans l'acte de nomination des membres du gouvernement, ce dernier ne pouvant par ailleurs pas être modifié par le président au cours de son intérim. Si la vacance ou l'empêchement intervient après les 900 premiers jours du mandat du président élu, le gouverneur de son île d'origine devient président de plein droit et assure ses fonctions pour la durée restante du mandat. Le secrétaire général du gouverneur concerné assure son intérim.

## Résultats
|                          | Azali Assoumani             | CRC                      | 99 541  | 57,02 |  |  |
|                          | Salim Issa Abdillah         | Juwa                     | 19 325  | 11,07 |  |  |
|                          | Mohamed Daoudou             | Orange                   | 17 854  | 10,23 |  |  |
|                          | Bourhane Hamidou            | Indépendant              | 17 569  | 10,06 |  |  |
|                          | Mouigni Baraka Saïd Soilihi | RDCE                     | 17 497  | 10,02 |  |  |
|                          | Aboudou Soefou              | TSASI                    | 2 796   | 1,60  |  |  |
|                          |                             |                          |         |       |  |  |
| Suffrages exprimés       | Suffrages exprimés          | Suffrages exprimés       | 174 582 | 91,26 |  |  |
| Votes blancs et nuls     | Votes blancs et nuls        | Votes blancs et nuls     | 7 337   | 3,84  |  |  |
| Votes annulés            | Votes annulés               | Votes annulés            | 9 378   | 4,90  |  |  |
| Total                    | Total                       | Total                    | 191 297 | 100   |  |  |
| Abstentions              | Abstentions                 | Abstentions              | 147 643 | 43,56 |  |  |
| Inscrits / participation | Inscrits / participation    | Inscrits / participation | 338 940 | 56,44 |  |  |

## Analyse et conséquences
Le vote se déroule dans le calme, bien que marqué par plusieurs dysfonctionnements. L'ouverture de nombreux bureaux de vote intervient avec au moins une heure et demie de retard, les urnes et le matériel électoral n’ayant pas été livrés à temps. Certains bureaux de vote sont également déplacés à la dernière minute, sans justification officielle,,.
La victoire d'Azali Assoumani est annoncée le 16 janvier par la Commission électorale nationale indépendante (CENI). Le président sortant est réélu au premier tour avec un peu moins de 63 % des suffrages exprimés. L'abstention particulièrement élevée s'établit à 84 % des inscrits, un record dans le pays. Le taux de participation de 16 % entre cependant en contradiction avec les résultats préliminaires, qui l'estimait à 60 %, ainsi qu'avec celui d'environ 55 % observé lors des élections des gouverneurs des trois îles, pourtant organisées le même jour. L'abstention record et cette incohérence sont rapidement soulignées par l'opposition, qui critique le manque de légitimité de la réélection d'Assoumani et dénonce des cas de fraudes électorales, dont des bourrages d'urnes. Une vidéo fuite notamment montrant le maire de Fomboni, membre du parti présidentiel, essayant lui même de glisser une liasse de bulletin de vote dans l'urne, avant d'être empêché par des observateurs du scrutin. Les réactions de l'opposition n'empêche pas le président de fêter sa victoire à l'annonce des résultats — qui le voient reconduit jusqu'en 2029 —, avant d'appeler ses adversaires à suivre les voies légales en déclarant que « La paix, la stabilité et le fair-play doivent prévaloir »,,.
L'annonce des résultats est cependant suivie de plusieurs jours d'émeutes qui touchent notamment le centre ville de la capitale, Moroni, les 17 et 18 janvier. Opposés à un résultat qu'ils considèrent comme une « fraude grossière », les manifestants érigent des barricades dans un climat « quasi-insurrectionnel », les lancers de grenades lacrymogènes de la police succédant aux jets de pierre des manifestants. De violents heurts opposent les forces de l'ordre qui tentent d'empêcher les manifestants de s'en prendre aux bâtiments officiels et aux possessions de personnalités proches du président,. Sont ainsi notamment incendiés la maison d'un ministre, plusieurs véhicules situés dans l'enceinte d'un ministère, ainsi que des locaux de l’Office national d’importation et de commercialisation du riz (Onicor) et de Comores Telecom,. Les affrontements, qui amènent le gouvernement à imposer un couvre-feu de 22h à 6h, provoquent la mort d'un manifestant, qui aurait été tué par balle.
En réponse, les cinq candidats de l'opposition rendent public le 18 janvier un communiqué commun dans lequel ils appellent l'ensemble de la population à faire du lendemain une journée nationale de manifestation, dénonçant « la mascarade électorale » d'Azali Assoumani,. L'opposition ne parvient cependant pas à mobiliser, la journée du 19 janvier se révélant finalement calme, sans manifestation d'ampleur,. Deux des candidats d'opposition, dont le candidat du parti Orange Mohamed Daoudou, déposent le même jour des recours devant la Cour suprême pour obtenir l'annulation de l'élection,.
La Cour suprême valide les résultats définitifs de l'élection le 24 janvier et rejette les recours en annulation des candidats de l'opposition. Les chiffres des résultats définitifs contrastent néanmoins fortement avec ceux des résultats provisoires fournis par la CENI. Assoumani obtient finalement 57 % des voix et non plus 63, tandis que le taux de participation passe de 16 à plus de 56 %. Il prête serment le 26 mai pour son quatrième mandat.